# Lucky Luke et Pilule
Lucky Luke et Pilule est la dix-huitième histoire de la série Lucky Luke par Morris. Elle est publiée pour la première fois en 1954, du no 1508 au no 1516 du journal Le Moustique, puis en 1956, dans l'album Phil Defer.

## Univers

### Synopsis
Lucky Luke raconte à d'autres cow-boys l'histoire d'un petit homme nommé Pilule (parce qu'il consommait régulièrement des pilules), qui avait l'apparence d'un homme des grandes villes et qui n'avait, à première vue, rien d'un héros de l'Ouest. 
Au début du récit, Pilule arrive à Smokey Town, une ville infestée par le crime et les bagarres au revolver. Après avoir contribué — involontairement et par maladresse — à l'arrestation d'un bandit, Pilule est nommé shérif.
Par la suite, Pilule doit arrêter un gang de criminels. Par chance, son inexpérience et sa myopie (il a perdu ses lunettes à ce moment-là) le font dévier de la cible qu'il vise et lui permettent de neutraliser tous les hors-la-loi. 
Lefty, le chef du gang, voulant se débarraser du gêneur une bonne fois pour toutes, lui tire dessus. Mais la balle qui devait tuer Pilule est miraculeurement arrêtée par la boîte de pilules qui ne le quitte jamais. 
Pilule est alors porté en triomphe par la population.

### Personnages
- Lucky Luke
- Pilule : ce personnage à l'apparence insignifiante réussit à pacifier Smokey Town, grâce à une chance incroyable.
- Lefty : chef d'une bande de truands à Smokey Town.